# سلیمان میرزا (پسر صفی میرزا)
سلیمان میرزا، پسر بزرگ محمدباقرصفی میرزا و فخرجهان بیگم دختر شاه اسماعیل دوم بود.
شاه عباس بزرگ پس از کشتن پسرش از کار خود پشیمان شد و نوه بزرگش سلیمان میرزا را ولیعهد سلطنت کرد اما چندی بعد به اشتباه دستور داد تا او را نابینا کنند و پس از وی امامقلی میرزا را ولیعهد کرد. سلیمان میرزا در سال ۱۶۳۲ به‌دستور شاه صفی به‌قتل رسید تا خطری از جانب او، سلطنتش را تهدید نکند.